# Раздольное (Багратионовский район)
Раздольное (до 1947 нем. Pohren, произносится «Порэн») — посёлок в Багратиновском районе Калининградской области. Входит в состав Пограничного сельского поселения.
| Администрация Пограничного сельского поселения |                                                                                      |
| Глава поселения:                               | Шнейдер Федор Соломонович (c 19 января 2012 года — второй срок)                      |
| Адрес администрации:                           | 238460, Калининградская область, Багратионовский район, п. Совхозное, ул. Луговая, 4 |
| Телефоны администрации:                        | (401 56) 6- 46-20, 6-46-32                                                           |
| Официальный сайт:                              |                                                                                      |

## Население
| 2002 | 2010 |
| ---- | ---- |
| 434  | ↗464 |

## История
Впервые населенный пункт упоминается в документах под 1468 годом. Ludwig von Eppingen покупает в Pohren-е несколько земельных участков и присоединяет их к своим владениям: в 1468 году — три участка по полгуфы каждый у Ludwig-а, Steffen-а und Erasmus-а, а в 1472 году — полгуфы у Hans-а Lobedas-а. По просьбе Ludwig-а von Eppingen-а, 3 марта 1479 года гроссмейстер Ордена Heinrich von Richtenberg, в соответствии с Кульмским правом, передаёт Pohren общей площадью 8 гуф в собственность Johann-а von Kracht-а — зятя Ludwig-а von Eppingen-а.
Во время Войны городов представители рода Kracht пришли в Пруссию в составе наёмного войска под командованием Georg-а von Schlieben-а, чтобы оказать помощь Тевтонскому Ордену в борьбе с поляками.
В 16 веке Pohren, разделён на несколько владений: в 1560-е годы Christoph von Kreytzen, хозяин Graventhien-а, покупает у Clement-а Rhode часть Pohren-а; в тот же период владельцем Pohren-а и Wedderau назван ландрат Wilhelm I. von Eppingen (1558—1587). Оба сына ландрата, Wilhelm II. и Reinhard (последний был гауптманом в Rastenburg-е), являлись владельцами Pohren-а, Packerau и Windkeim-а, а Wilhelm II. — также хозяином Wedderau. Брак Reinhard-а von Eppingen-а и Barbara-ы von Goetzen был бездетным, поэтому право на владение Pohren-ом перешло к Wilhelm-у II von Eppingen.
Следующим помещиком в Pohren-е и Packerau (1633—1677) стал Georg von Eppingen (скончался около 1684 года), а позже — его сыновья Albrecht и Achatius. Albrecht von Eppingen умер холостяком, его же брат, голландский капитан Achatius von Eppingen, женился на Helene von Potugall из Keimkallen-а. Позже Packerau переходит во владение его сына — лейтенанта Abraham-а von Eppingen-а (1699—1739), Pohren же к началу 18 века становится собственностью рода von Creytzen, которому также принадлежало поместье Wesslienen.
После смерти Friedrich-а Gottfried-а Graf-a von der Groeben-а в 1799 году владения были разделены между его сыновьями: Heinrich Carl Graf von der Groeben (род. в 1763 г.) становится хозяином Pohren-а, а его брат Wilhelm Ludwig (род. в 1765 г. в Кёнигсберге) получает Wesslienen. Около 1826 года фольварк Adlig Pohren сдают в аренду, в 1856—1858 гг. он принадлежит помещику Kurt-у Will-ю, а позже переходит во владение Georg-а Leopold-а Erich-а Schichau (род. в 1844 г. в Adlig Pohren-е, ум. в 1927 г. там же).
Erich Schichau, которому в 1901 году жалуют дворянство, женится на Gertrud-е Jachmann (род. в 1847 году в Кёнигсберге, ум. в 1913 г. в Берлине). Перед Первой мировой войной в Adlig Pohren-е возводится двухэтажный помещичий дом с вальмовой крышей — довольно скромное здание в необарочном стиле с большим полукруглым окном над дверью и горизонтальным окном овальной формы на фронтоне. С противоположной стороны постройки (со стороны сада) находился полукруглый центральный ризалит, который был увенчан куполом, окружённым балюстрадой. Двери с полуциркульными окнами, установленные на первом этаже ризалита, вели на террасу.
Поместье Pottlitten перешло к старшему сыну Erich-а von Schichau, младшему же Roderich-у (род. в 1872 г.), до 1929 года являвшимся также владельцем Rippen-а, достался Adlig Pohren. В 1912 году Roderich женился на Elisabeth Charlotte von Brandt (род. в 1892 г. в Preussisch Stargard-е, ум. в 1923 г. в Rippen-е), от брака с которой у него родились две дочери — Sybille и Jutta. Roderich von Schichau управлял поместьем Adlig Pohren до 1945 года, а в конце войны ему удалось эвакуироваться в Данию.
В 1910 году в Порене проживало 68 человек.
В 1947 году Порен был переименован в поселок Раздольное.

## Транспорт
Через посёлок ходит автобус 117 до Калининграда.